# 124
Aquesta pàgina és per a l'any. Per al nombre, vegeu cent vint-i-quatre.
El 124 (CXXIV) fou un any de traspàs començat en divendres del calendari julià.

## Esdeveniments
- Hadrià viatja a Grècia i reconstrueix part dels seus monuments.[1]